# Cyphoderus squamidives
Cyphoderus squamidives är en urinsektsart som beskrevs av Filippo Silvestri 1917. Cyphoderus squamidives ingår i släktet Cyphoderus och familjen myrhoppstjärtar. Inga underarter finns listade i Catalogue of Life.